# Hořící Mississippi
Hořící Mississippi (v anglickém originále Mississippi Burning) je americký kriminální filmový thriller z roku 1988, který natočil režisér Alan Parker podle scénáře Chrise Gerolma a který volně vychází z vyšetřování smrti Chaneyho, Goodmana a Schwernera v Mississippi v roce 1964. V hlavních rolích se objevují Gene Hackman a Willem Dafoe jako dva agenti FBI vyšetřující zmizení tří pracovníků za občanská práva ve fiktivním Jessup County v Mississippi, kteří se setkávají s nepřátelstvím obyvatel města, místní policie a Ku-klux-klanu.
Gerolmo začal psát scénář v roce 1986 poté, co prozkoumal vraždy Jamese Chaneyho, Andrewa Goodmana a Michaela Schwernera z roku 1964. Spolu s producentem Frederickem Zollem jej předložili společnosti Orion Pictures a studio najalo Parkera k režii. Scenárista a režisér měli o scénář spory a Orion povolil Parkerovi, aby provedl nepřiznané přepisy. Film se natáčel na několika místech v Mississippi a Alabamě, hlavní natáčení probíhalo od března do května 1988.
Po uvedení do kin byl film Mississippi Burning kritizován aktivisty zapojenými do hnutí za občanská práva a rodinami Chaneyho, Goodmana a Schwernera za to, že události jsou v něm smyšlené. Reakce kritiků byly vesměs pozitivní, chvála směřovala ke kameře a výkonům Hackmana, Dafoea a Frances McDormandové. Film vydělal v Severní Americe 34,6 milionu dolarů při produkčním rozpočtu 15 milionů dolarů. Získal sedm nominací na Oscara, včetně té za nejlepší film, a vyhrál za nejlepší kameru.